# Мадам Бътерфлай (филм)
„Мадам Бътерфлай“ (на английски: M. Butterfly) е американска романтична драма от 1993 г. на режисьора Дейвид Кронънбърг, а сценарият на Дейвид Хенри Хуанг е адаптация на едноименната му пиеса. Във филма участват Джеръми Айрънс, Джон Лон, Барбара Сукова, Иън Ричардсън и Анабел Левентън. Филмът е базиран на истинските събития, в които са замесени френският дипломат Бернар Бурсико и китайската оперна певица Ши Пей Пу.

## Актьорски състав
- Джеръми Айрънс – Рене Жалимард
- Джон Лон – Сонг Лилинг
- Иън Ричардсън – Амбасадор Тулон
- Барбара Сукова – Джийни Жалимард
- Анабел Левентън – Фрау Бейдън
- Шизуко Хоши – Другарката Чин
- Вернон Добчеф – Агент Ентачелин